# Wierden
Wierden község Hollandia községének egyike. Wierden Almelo, Twenterand, Rijssen-Holten, Hellendoorn és Hof van Twente községekkel határos. Lakosainak száma 24 538 fő (2021. január 1.).

## Beosztott települések
- Zuna
- Enterbroek
- Hoge Hexel
- De Kolonie
- Notter
- Huurne
- Het Loo
- Wierden
- Enter